# Vera (2022)
Vera ist ein semidokumentarischer österreichischer Film von Tizza Covi und Rainer Frimmel aus dem Jahr 2022 über und mit der italienischen Schauspielerin Vera Gemma, Tochter von Giuliano Gemma.

## Handlung
Vera ist eine mäßig erfolgreiche Schauspielerin, die im Schatten ihres berühmten verstorbenen Vaters steht. Sie hat zahlreiche Schönheitsoperationen hinter sich, auch weil das von ihren Eltern so gewünscht war. Ihre Kindheit hat sie trotz großen Reichtums nicht als glücklich erfahren. Sie lebt in einem riesigen Haus im Zentrum von Rom, investiert viel Zeit und Geld in ihr Aussehen und in Luxusgegenstände und treibt durch die High Society Italiens. Ihre Beziehungen zu Männern sind unglücklich: Ein Taxifahrer, den sie zu Beginn des Films einlädt, die Nacht mit ihr zu verbringen, lehnt ab, weil er schon eine Freundin hat. Ein Regisseur bittet sie ständig um ihre Hilfe, lässt sie aber auf der Stelle sitzen, als sie eine Bitte um einen größeren Geldbetrag nicht sofort erfüllen kann.
Bei einem Spaziergang betrachtet sie gemeinsam mit ihrer Freundin Asia Argento, die ebenfalls im Schatten ihrer berühmten Vorfahren steht, das Grab von Goethes Sohn, auf dem nicht einmal sein Name steht, nur der Hinweis auf seinen berühmten Vater. Auf einem Grabstein eines Ehepaars sehen sie, dass nur der Mann namentlich genannt ist.
Bei einem Verkehrsunfall verletzt ihr Chauffeur (Walter) den neunjährigen Buben Manuel. Sie kümmert sich um ihn und sorgt dafür, dass er in ein Spital kommt; er hat sich den Arm gebrochen und bekommt einen Gips. Mit der Zeit baut sie eine enge Beziehung zu dem Kind und damit auch zu dessen Familie auf, die in sehr einfachen Verhältnissen lebt. Die Mutter des Kindes ist tot (über die Todesursache will niemand sprechen), der Vater (Daniele, übrigens am gesamten Oberkörper tätowiert) arbeitet in einer Autowerkstatt und kümmert sich gemeinsam mit seiner einfachen, aber äußerst frommen Mutter (sie hat einen Hausaltar und lässt die Wohnung durch einen Priester segnen) um ihn. Vera hilft der Familie im Hintergrund finanziell und fühlt sich wohl in der für sie bislang unbekannten Welt. Allerdings endet auch diese Beziehung enttäuschend: Als sie sich in einen Streit zwischen Daniel und einem von diesem betrogenen Kunden einmischt, wird sie von Daniel mit einem Faustschlag verletzt. Daniels Mutter sagt aus, dass der Kunde Vera geschlagen hat, und Vera willigt ein, diese Lüge später bei der Polizei zu bestätigen, weil Daniel ihr droht, sie würde ihn und Manuel sonst nie wieder sehen. Wenig später muss sie zu ihrem Entsetzen erfahren, dass Manuel einen anderen Gips auf dem Arm trägt, weil er sich inzwischen erneut bei einem Verkehrsunfall den Arm gebrochen hat: Dadurch weiß sie nun, dass Daniel und sein Arbeitgeber das Kind für Versicherungsbetrüge benützen. Trotzdem bricht sie die Beziehung nicht ab, sondern vereinbart in einem Spital eine Operation von Manuels Arm auf ihre Kosten und holt Daniel auf die Bitte seiner Mutter aus einer Spielhölle, bei der er drauf und dran ist, sein weniges Geld zu verspielen. Wegen der bevorstehenden Operation von Manuel übernachtet sie bei der Familie. Als sie aufwacht, sind mehrere Tage vergangen. Die Wohnung ist leer, und sie muss obendrein feststellen, dass in der Zeit, in der sie geschlafen hat, ihre eigene Wohnung geplündert wurde. Es ist klar, dass die Täter die Wohnung mit den Schlüsseln aus ihrer Handtasche betreten haben. Sie erstattet keine Anzeige und schluckt ihre Enttäuschung hinunter.

## Produktion
Die Dreharbeiten fanden an 42 Drehtagen von August bis Dezember 2021 im Rom statt. Ursprünglich war der Drehstart für März 2020 vorgesehen, aufgrund der COVID-19-Pandemie wurde dieser verschoben.
Unterstützt wurde die Produktion vom Österreichischen Filminstitut, vom Filmfonds Wien und von der Stadt Wien. Beteiligt war der Österreichische Rundfunk. Produziert wurde der Film von der Vento Film Productions GmbH (Produzenten Tizza Covi und Rainer Frimmel).
Die Kamera führte Rainer Frimmel, die Montage und den Original-Ton verantwortete Tizza Covi. Für das Sound-Design zeichnete Manuel Grandpierre verantwortlich.

## Hintergrund
Tizza Covi lernte die Schauspielerin Vera Gemma bei einer Zirkusvorstellung während der Dreharbeiten zu Mister Universo kennen. Die meisten Personen aus dem Umfeld der Film-Vera sind auch Bezugspersonen der echten Vera Gemma.
Neben der Lebensgeschichte von Vera Gemma fließt auch das Thema Versicherungsbetrug in den Film ein. Im Vergleich zu anderen Filmen des Regie-Duos ist dieser stärker fiktionalisiert.
Die Laiendarsteller wurden aus der Umgebung der Kirche und des Fußballvereins des römischen Vororts San Basilio gecastet.

## Veröffentlichung
Premiere war am 1. September 2022 im Rahmen der Internationalen Filmfestspiele von Venedig 2022, wo der Film in der Sektion Orizzonti mit dem Preis für die beste Regie und die beste Schauspielerin (Vera Gemma) ausgezeichnet wurde. Am 20. Oktober 2022 wurde mit dem Film die 60. Viennale eröffnet. Der österreichische Kinostart war am 6. Jänner 2023.
Im April 2023 wurde mit dem Film das Filmfestival Bozen eröffnet. Im Rahmen der Edition österreichischer Film von Hoanzl und dem Standard wurde der Film 2023 auf DVD veröffentlicht. Im ORF soll der Film am 29. Oktober 2024 gezeigt werden.

## Auszeichnungen und Nominierungen
Diagonale
- 2018: Förderungspreis des Carl-Mayer-Drehbuchpreises für das Treatment Artikel 640 (Tizza Covi)[3][4]
- 2023: Großer Diagonale-Preis des Landes Steiermark in der Kategorie Bester Spielfilm (Tizza Covi und Rainer Frimmel)[17]

Internationale Filmfestspiele von Venedig 2022
- Auszeichnung in der Sektion Orizzonti mit dem Preis für die beste Regie (Tizza Covi, Rainer Frimmel)[8][18]
- Auszeichnung in der Sektion Orizzonti mit dem Preis für die beste Schauspielerin (Vera Gemma)[8][18]

Thomas-Pluch-Drehbuchpreis 2023
- Nominierung für den Hauptpreis (Tizza Covi)
- Auszeichnung mit dem Spezialpreis der Jury (Tizza Covi)[19]

Österreichischer Filmpreis 2023
- Auszeichnung in der Kategorie Bester Spielfilm (Tizza Covi, Rainer Frimmel)
- Auszeichnung in der Kategorie Beste Regie (Tizza Covi, Rainer Frimmel)
- Nominierung in der Kategorie Bestes Drehbuch (Tizza Covi)
- Auszeichnung in der Kategorie Bester Schnitt (Tizza Covi)

Filmfestival Bozen 2023
- Preis des Landes Südtirol für die beste künstlerische Leistung[21]

Romyverleihung 2023
- Auszeichnung in der Kategorie Beste Regie Kino (Tizza Covi, Rainer Frimmel)[22]

Der Papierene Gustl 2023
- Auszeichnung als bester österreichischer Film[23]

Österreichischer Kandidat für den besten internationalen Film für die Oscarverleihung 2024